# Gavotte
Die Gavotte (italienisch: Gavotta; englisch: Gavot) ist ein französischer Tanz im geraden Allabreve- oder 2/2-Takt. Charakteristisch ist ein halbtaktiger Auftakt, häufig in Form von zwei Vierteln. Die Gavotte läßt sich bis ins 16. Jahrhundert zurückverfolgen und wird in Volkstanzversionen noch heute in einigen Regionen Frankreich getanzt. Schon im 16. Jahrhundert wurde sie auch am Hof beliebt und wurde in Gesellschafts- und Bühnentanzformen bis ins 19. Jahrhundert hinein gepflegt. Sie war häufig Bestandteil der barocken Suite.

„...Ihr Affekt ist wircklich eine rechte jauchzende Freude. Ihre Zeitmaaße ist zwar gerader Art; aber kein Vierviertel-Tact; sondern ein solcher, der aus zween halben Schlägen bestehet; ob er sich gleich in Viertel, ja gar in Achtel theilen läßt. Ich wollte wünschen, dass dieser Unterschied ein wenig besser in Acht genommen würde,...“

## Herkunft des Wortes
Michael Praetorius’ Werk Terpsichore (1612) beschreibt den Ursprung der Gavotte als einen Tanz der Bauern (Gavots genannt) aus der Alpenregion nahe Gap im südöstlichen Frankreich. Eine alternative Erklärung für den Namen leitet sich vom mittelfranzösischen Dialektwort „gavaud“ ab, was „gebogenes Bein“ bedeutet. Diese Bezeichnung könnte sich auf einen charakteristischen Schritt der Gavotte beziehen, wie er in Thoinot Arbeaus Orchésographie (1589) erwähnt wird.

## Musikalische Form
Kennzeichnend für die Gavotte sind:

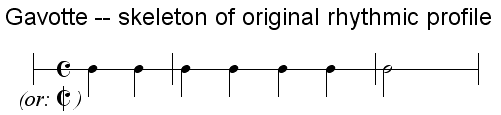
Ein typischer Gavotte-Rhythmus

- Ein lebhaftes, aber nicht zu rasches Tempo im Alla breve- oder 2/2-Takt. Besonders in Frankreich gibt es auch langsamere Gavotten, z. B. in den Pièces de clavecin von Nicolas Lebègue (1677),[3] Jean-Henri d’Anglebert (1689),[4] oder François Couperin (1713).[5] Das Thema zu Jean-Philippe Rameau berühmter Gavotte mit Variationen (ca. 1727–1728) ist langsam und ungewöhnlich lyrisch, eher eine Aria als ein Tanz. Auch Johann Gottfried Walther in seinem Musicalischen Lexikon (Leipzig 1732) beschreibt die Gavotte als „oft schnell, aber gelegentlich langsam“. Und Johann Joachim Quantz schreibt im Versuch einer Anweisung die Flöte traversiere zu spielen (Berlin, 1752), die Gavotte sei ähnlich einem Rigaudon, aber moderater im Tempo. Laut Jean-Jacques Rousseau (1768) ist die Bewegung der Gavotte „...gewöhnlich anmutig und graziös (gracieux), oft fröhlich (gai, allegro), und manchmal auch zärtlich & langsam (tendre & lent)...“.[6]
- Ein hüpfender und fröhlicher, aber auch kultivierter Charakter. Dieser hüpfende, aber noble Charakter ist vermutlich auch ein Unterschied zur etwas rustikaleren und laut Mattheson eher „fliessenden“ und „gemächlichen“ Bourrée.[7][8]

„Das hüpffende Wesen ist ein rechtes Eigenthum dieser Gavotten; keineswegs das laufende...“

- Meist halbtaktiger Auftakt, oft (aber nicht immer) bestehend aus zwei kurz gestoßenen, „hüpfenden“ Vierteln. Dieser kurz gestoßene hüpfende Charakter der Viertel ist typisch und kommt meistens und mindestens in der Begleitung auch während des Stückes immer wieder mal vor. Seltener gibt es auch ganztaktige Gavotten. Der halbtaktige oder ganztaktige Beginn ist noch ein weiteres wichtiges Unterscheidungsmerkmal zur Bourrée, die mit einem einfachen Viertel-Auftakt beginnt.[A 1]
- Die Gavotte verläuft regelmäßig ohne Synkopen; auch dies wieder im Gegensatz zur Bourrée, deren Melodie meistens durch gelegentliche Synkopen aufgelockert wird (oft im letzten Takt einer Halbphrase oder Phrase).
- In der Regel besteht die Gavotte wie die meisten anderen Tänze aus zwei Teilen, die beide wiederholt werden.
- Es gibt auch Gavotten in Rondoform: Die Gavotte en rondeau (normalerweise als A-B-A-C-A). Beispiele findet man schon von Jean-Baptiste Lully, z. B. in den Prologen zu Atys (1676)[A 2] oder zu Armide (1686), und in zahlreichen Werken Rameaus, etwa in seinen Pièces de clavecin von 1706, oder in seinen Opéra-Ballets Les Indes galantes (1735)[10] und Les Fêtes d’Hébé (1739), und der Tragédie Zoroastre (1749)[11]. Aus Deutschland gibt es Beispiele von Georg Philipp Telemann u. a. in der Ouverturensuite La Bizarre TWV 55: G2.[12] Berühmt ist auch die Gavotte en rondeau von Johann Sebastian Bach in seiner Partita Nr. 3 in E-Dur für Solo-Violine, BWV 1006. Daneben existieren um 1700 auch Tabulaturen von anonymen Komponisten, die in ihren Suiten eine Gavotte en Rondeau aufweisen.[13]

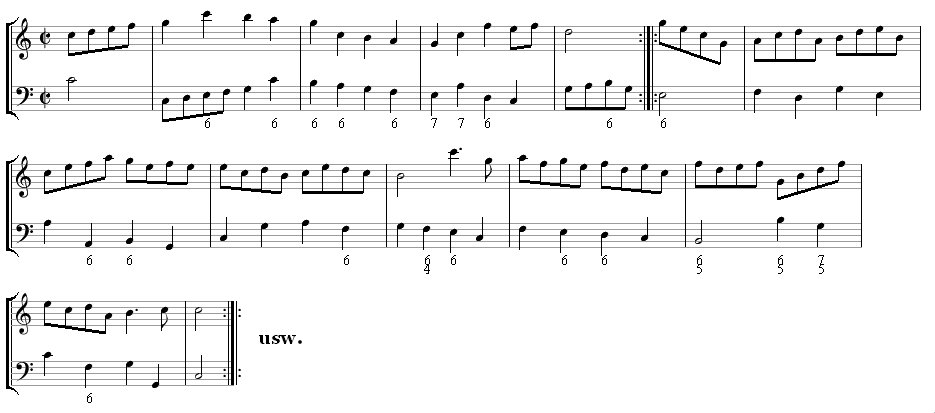
Georg Friedrich Händel, „A Tempo di Gavotta“ aus der Sonate op. 1, Nr. 7.

- Eine Gavotte kann auch mit einer zweiten Gavotte gekoppelt werden, die zur ersten kontrastiert, ähnlich wie beim Menuett mit Trio; nach der zweiten Gavotte wird die erste wiederholt. Dieses Phänomen nennt sich Gavotte I & II und ist heute besonders durch die Werke Johann Sebastian Bachs (etwa in der Suite g-Moll BWV 995) und Rameaus bekannt.[14] Besonders bei Rameau kann eine der beiden Gavotten eine Gavotte en rondeau sein (muss aber nicht).[15]
- In (italienischen) Sonaten oder Konzerten kommen gelegentlich Stücke vor, die zwar im Stil der Gavotte geschrieben sind, aber nicht ihre typische Tanzform haben, z. B. von Arcangelo Corelli oder Georg Friedrich Händel. Solche Stücke sind dann bezeichnet mit a tempo di Gavotta (siehe Beispiel).[16]

## Geschichte

### 16. Jahrhundert
Die Gavotte wurde von Thoinot Arbeau in seiner Orchésographie (1589) erwähnt: Er beschreibt sie als Folge (suite) von Branles doubles; dementsprechend verwendet er das Wort „Gavotes“ auch nur im Plural. Sie wurden getanzt in einer Reihe oder im Kreis „...mit kleinen Sprüngen in der Manier des Haut Barrois, mit einem Double nach rechts und einem Double nach links, wie die üblichen Branles…“: Die Gavotte-Branles unterschieden sich von den anderen Branles aber in mindestens zwei Punkten: Galliarde-Schritte wurden in die Double-Sequenzen eingestreut, und jedes Paar tanzte nacheinander allein in der Kreismitte, wonach sie alle anderen Tänzer küssten. Die von Arbeau überlieferte Melodie beginnt nicht mit einem Auftakt, sondern ist ganztaktig.

### Tanzformen im 17. und 18. Jahrhundert

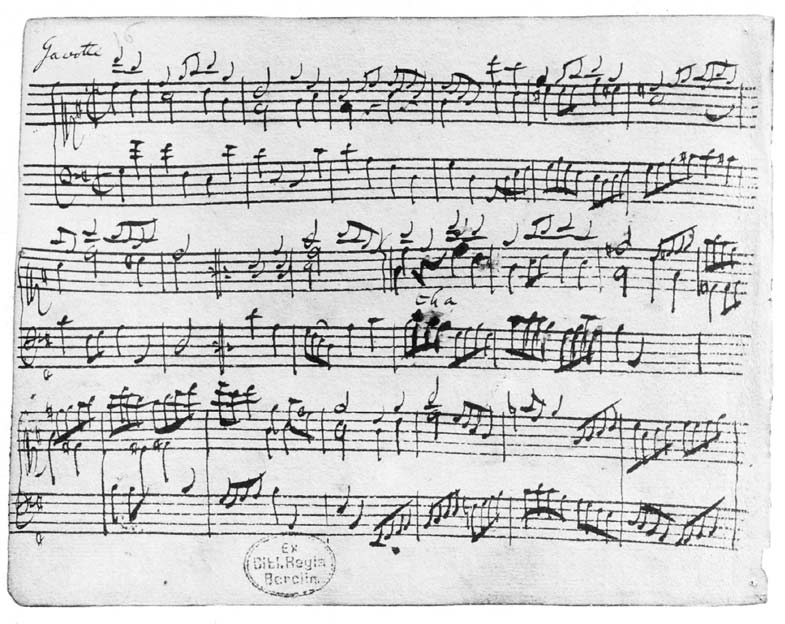
Manuskript der Gavotte aus Bachs 5. Französischer Suite

Die Branle-Suite erfuhr im frühen 17. Jahrhundert eine Standardisierung und setzte sich fortan aus fünf verschiedenen Branles zusammen, die stets von einer einzelnen Gavotte abgeschlossen wurden. Diese Kombination erfreute sich großer Beliebtheit an den wichtigen nordeuropäischen Höfen, was durch zahlreiche Sammlungen von Tanzmusik aus dem gesamten Jahrhundert belegt ist. Pierre Rameau berichtet in seinem Werk Le maître à danser (1725), dass diese Branle-Suite während der Regierungszeit Ludwigs XIV. traditionell zur Eröffnung höfischer Festbälle getanzt wurde – zumindest bis in die 1680er Jahre, wobei Rameau hier von einer bereits vergangenen Praxis berichtet.
Die Dokumentation der Branle/Gavotte-Choreographien aus dem 17. Jahrhundert ist leider spärlich. Im Manuskript Instruction pour dancer (1612) erfolgt eine kurze Beschreibung einer Gavotteschrittfolge nach einer 6-teiligen Branlesuite. In derselben Quelle ist auch La Gilotte notiert, eine Choreographie für vier Paare, in der diese Gavotteschrittfolge durchgehend verwendet wird. François de Lauze erklärt in seiner Apologie de la danse (1623), dass eine detaillierte Beschreibung der Schritte und Bewegungen aufgrund der allgemeinen Bekanntheit des Tanzes überflüssig sei. Allerdings erwähnt er die Existenz von mindestens drei verschiedenen Gavotte-Varianten sowie bedeutende regionale Unterschiede. Marin Mersenne liefert in seiner Harmonie universelle (1636) eine Beschreibung, die Arbeaus Darstellung ähnelt, ergänzt aber zusätzliche Details zum Soloteil des Tanzes.
Gegen Ende des 17. Jahrhunderts entwickelte sich parallel zur traditionellen Branle/Gavotte ein neuer Gavotte-Typ, der unabhängig von der Branle-Suite existierte. Diese eigenständige Form wurde erstmals in den Bühnenwerken Jean-Baptiste Lullys eingeführt, der zwischen 1653 und 1687 mindestens 37 solcher Gavotten in seine Theater- und Opernwerke integrierte. Diese neuen Gavotten behielten zwar das Zweiermetrum und die viertaktigen Phrasen der ursprünglichen Form bei, wurden aber in binärer Form komponiert, das heißt mit zwei sich wiederholenden Musikabschnitten. Ein charakteristisches Merkmal dieser neuen Gavotten war ihre besondere rhythmische Struktur: Die Melodie setzte in der Mitte des Taktes ein, üblicherweise mit einem langen Auftakt.
Etwa 30 Gavotten und gavotte-ähnliche Tänze sind uns in der Beauchamp-Feuillet-Notation überliefert. Wie es typisch für die Tänze des französischen Barockstils war, besaß jede von ihnen ihre individuelle Choreographie: Ein spezifisches Bodenmuster und eine eigene Schrittfolge, die zu einer bestimmten Musikkomposition aufgeführt werden musste. Diese Gavotten lassen sich basierend auf ihrem Schrittvokabular und der Anzahl der teilnehmenden Tänzer in drei verschiedene Kategorien einteilen:
Die erste Kategorie bildete der Theatertanz, der sich durch seine komplexe Schrittfolge auszeichnete. Er wurde üblicherweise als Solo oder Duett aufgeführt, entweder von Männern oder Frauen, und zeichnete sich häufig durch ein deutlich langsameres Tempo aus.
Die zweite Kategorie war die Gesellschaftstanzform der "danse à deux", die ihren Platz bei Hof und anderen festlichen Bällen hatte. Diese Gavotte-Form verfügte zwar über ein reichhaltiges Schrittvokabular, unterschied sich aber von anderen Barocktänzen vor allem durch den häufigen Einsatz des Assemblé. Dieser Schritt diente dazu, kurze und klar strukturierte Tanzphrasen zu bilden. Charakteristisch war dabei die Kombination mit dem Contretemps de Gavotte. Diese Schrittfolge, die sich vereinfacht als "Hopp-Schritt-Schritt-Sprung" beschreiben lässt, wurde typischerweise noch durch einen vorbereitenden Schritt im langen Auftakt eingeleitet.
Eine dritte Variante war eine wesentlich einfachere Form für mindestens zwei Tanzpaare. Sie zeichnete sich durch ein reduziertes Repertoire an Schrittkombinationen aus, behielt aber das charakteristische Kadenzmuster bei. Zwei bekannte Beispiele dieser Tanzform sind Le Cotillon aus dem Jahr 1705 und La  Gavotte du Roi von 1716, die möglicherweise Elemente der älteren Branle/Gavotte-Tradition bewahrten. Interessanterweise erwähnt Raoul-Auger Feuillet 1706 in seiner Abhandlung Recueil des Contredanses zwar einen Pas de Gavotte, aber weder er noch seine Zeitgenossen lieferten eine genaue Definition dieses Schrittes. Erst in Jossons Traité abbregé de la Danse (1763) findet sich eine Beschreibung, die der bereits erwähnten Schrittkombination entspricht.
Diese Entwicklung führte schließlich zu einer engen Verbindung mit der Contredanse française, einem Tanz für acht Personen in quadratischer Aufstellung. Diese Tanzform ist charakterisiert durch eine "Strophe-Refrain"-artige Abfolge von Tanzfiguren mit einfachen Schrittfolgen aus einem begrenzten Bewegungsrepertoire. Die Contredanse française übernahm dabei wesentliche Elemente der Gavotte, insbesondere den typischen Gavotte-Schritt und ihre rhythmische Struktur. In der Mitte des Jahrhunderts vollzog sich allerdings ein Wandel in der Taktart: Der ursprüngliche alla breve oder C-Takt wurde durch den 2/4-Takt ersetzt, wobei sich die Betonung von halben auf Viertelnoten verlagerte. Die enge Verwandtschaft der Gavotte-Melodien mit der Contredanse française wird durch C. Compan bestätigt, der 1787 schrieb, dass die Contretänze "fast alle Gavotten" seien ("presque toutes des Gavottes"). In dieser Form fand die Gavotte auch Eingang in das Kompositionsrepertoire der Klassik. Der Musikwissenschaftler S. Bennet Reichart konnte 1984 nachweisen, dass Mozart in vielen seiner lebhaften Finalsätze im Zweiertakt die Form der Gavotte en Rondeau aufgriff, wie beispielsweise in seinen Werken KV 239, KV 563 und KV 545.
Die Gavotte behielt ihre Bedeutung als Bühnentanz auch dann noch bei, als sie als Gesellschaftstanz bereits aus der Mode gekommen war. Besonders Jean-Philippe Rameau integrierte sie zwischen 1733 und 1764 häufiger als jede andere Tanzform in seine Bühnenwerke, z. B. für seine Tragédie-lyrique Zoroastre (1749/1756) eine Gavotte tendre (Akt I,3), eine Gavotte en Rondeau I & II (Akt I,3), eine Gavotte gaye (Akt II,3), und für das abschließende Ballett noch eine Première Gavotte vive & Gavotte II (Akt V,8). Auch Gluck und Mozart (z. B. eine Gavotte für die Ballettmusik zu seiner Oper Idomeneo von 1779, KV 367) griffen in ihren Kompositionen auf getanzte Gavotten zurück. Im England des ausgehenden 18. Jahrhunderts diente die Gavotte als beliebte Zwischenaktunterhaltung und war noch 1817 im Repertoire der Pariser Oper zu finden.

### Musikalische Formen im 17. und 18. Jahrhundert
Im Rahmen der Bühne wurde die Gavotte nicht selten auch gesungen, oft von einem Vorsänger oder einer Vorsängerin, und dann vom ganzen Chor wiederholt, oder von einem solistischen Gesangsensemble – das alles in Kombination mit Bühnentanz. Ein Beispiel wäre in Lullys Atys die Gavotte in Akt IV,5, wo Flussgötter, Gottheiten von Quellen und Bächen zusammen tanzen und singen: La Beauté la plus sévère / prend pitié d'un long tourment / et l’Amant qui persévère / devient un heureux Amant... (= „Selbst die gestrengste Schönheit hat Mitleid mit einer langen Qual, und der beständig Liebende wird ein glücklicher Geliebter...“).
Die Gavotte gehörte zu den mit Abstand beliebtesten Instrumentalformen, die auf Tänzen basierten. Sie fand auch als einer der ersten „Zusatztänze“, oder Galanterien, Eingang in die Cembalosuite. Zu den allerersten musikalischen Beispielen überhaupt zählen je eine Gavotte von Jacques Hardel und von Nicolas Lebègue im berühmten Manuscrit Bauyn; da der frühverstorbene Louis Couperin (1626–1661) zu beiden ein Double schrieb, müssen diese Stücke vor 1661 entstanden sein. Die Gavotte von Hardel war ein berühmtes Stück, das bis nach 1750 in zahlreichen Manuskripten kopiert wurde, und auch in Versionen für andere Instrumente, als Trink- und als Liebeslied existierte; sie wurde auch manchmal von anderen Komponisten nachgeahmt, z. B. von François Couperin in seinem Premier Ordre (Livre premier, 1713).
In der Cembalomusik seit Lebègue (Livre Premier, 1677), gehörte die Gavotte wie das Menuet zu fast jeder Suite (ebenso wie in Suiten für Laute oder Gitarre). Sie stand in Frankreich normalerweise gegen Ende der Suite, nach der Gigue und manchmal auch nach einer Chaconne, gefolgt nur vom abschließenden Menuet. Beispiele dafür finden sich bei Lebègue (1677, 1687), Élisabeth Jacquet de la Guerre (1687), d’Anglebert (1689), Louis Marchand (1702, 1703), und Rameau (1706). Erst bei François Couperin (Livre premier, 1713) findet sich die Gavotte weiter nach vorne in der Abfolge, da er viele Charakterstücke anhängt, und ab 1716 (Second Livre) verschwinden die meisten Tänze zugunsten der Charakterstücke; aber auch bei ihm gibt es noch die Koppelung von Gavotte-Menuet. Auch Rameaus obenerwähnte Gavotte mit 6 Variationen (ca. 1727–1728) bildet den Abschluss einer größeren Suite (in a / A).
In Deutschland fand die Gavotte durch die Generation der sogenannten Lullisten (Johann Sigismund Kusser, Georg Muffat, Johann Caspar Ferdinand Fischer u. a.) Eingang in ihre Orchester- und Claviersuiten. Komponisten im italienfreundlichen Süden verwendeten dabei oft die italienische Namensform Gavotta, auch wenn die Stücke stilistisch gänzlich französisch sind (Muffat, Aufschnaiter). Die Reihenfolge in der Suite entsprach dabei der lockeren und freien Abfolge, die man auch in Frankreich verwendete, wenn man Tänze und Orchesterstücke aus Opern und Balletten zusammenstellte; in dieser Form wurde sie auch gerne von Telemann, Händel, J. S. Bach und ihren Zeitgenossen verwendet. Bach ordnete die Gavotte in seinen Cembalo- und Solosuiten und Partiten normalerweise zwischen Sarabande und Gigue ein, und verwendete in seinen Französischen und Englischen Suiten wie auch andere Komponisten des 18. Jahrhunderts gerne die Kombination von Gavotte I und II (siehe oben).

### Gavotte de Vestris

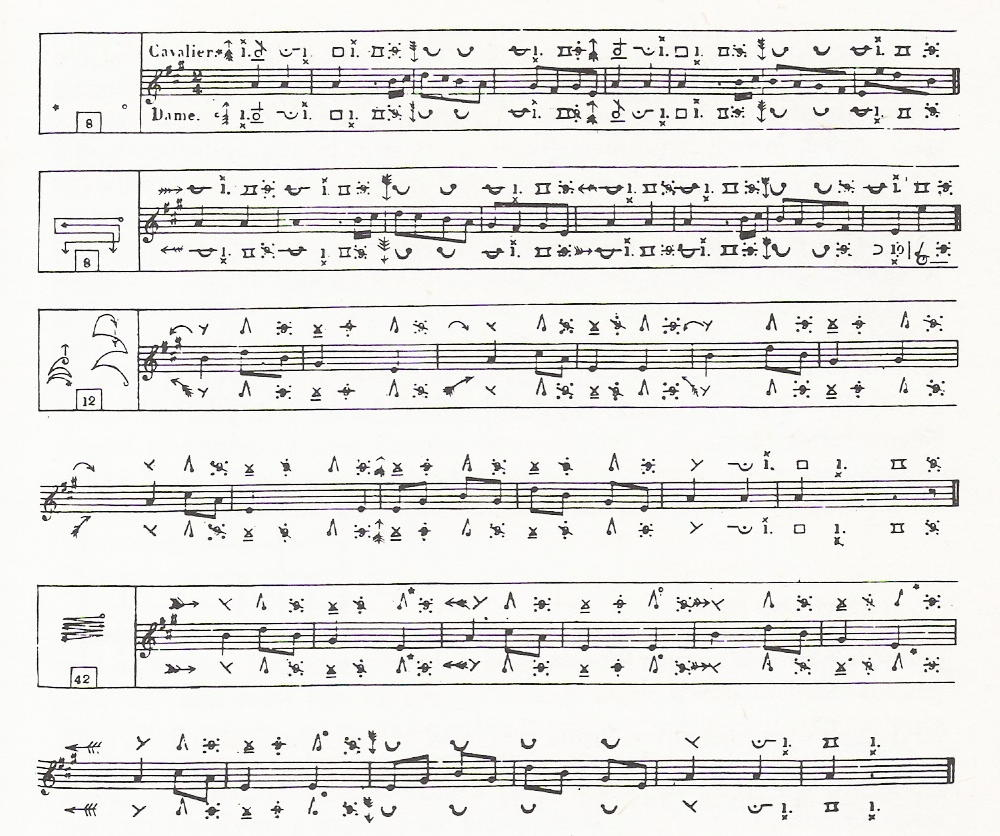
La Gavotte de Vestris in der Notation von Théleur (London 1831).

Eine besondere Bedeutung erlangte die Gavotte de Vestris, ein Theaterduett des berühmten Tänzers Gaetano Vestris, dessen Musik von André-Ernest-Modeste Grétry für die Comédie lyrique Panurge dans l’île des lanternes („Panurge auf der Insel der Laternen“) 1785 komponiert wurde.
Die Choreographie, die die Vorstellung von der Gavotte im 19. Jahrhundert wesentlich prägte, stammte von Maximilien Gardel. Obwohl keine direkten Aufzeichnungen oder Beschreibungen der Originalchoreographie überliefert sind, existieren verschiedene Versionen aus dem 19. Jahrhundert, z. B. von Théleur, 1831, oder Zorn, 1887, teils als verbale Beschreibungen, teils als Tanznotationen oder in beiden Formen.
Die musikalische Struktur blieb dabei im Zweiertakt mit vier- und achttaktigen Phrasen erhalten, verlor jedoch das charakteristische rhythmische Muster mit Beginn in der Taktmitte. Die verschiedenen überlieferten Versionen zeigen zwar Gemeinsamkeiten in Schritten und räumlicher Gestaltung, unterscheiden sich aber besonders im Schwierigkeitsgrad so deutlich voneinander. Ende des 19. Jahrhunderts schuf schließlich Giraudet eine vereinfachte Version für zwei Paare, die sowohl in den Schritten als auch in der Beziehung zwischen Tanz und Musik deutliche Modifikationen aufwies.

### Spätes 19. und 20. Jahrhundert
Komponisten des späten 19. und des 20. Jahrhunderts schrieben gelegentlich „Gavotten“, die wenig oder gar nichts mit dem barocken Tanz zu tun haben, das gilt besonders für die polkaartigen Stücke von Johann Strauss Sohn (Gavotte der Königin, op. 391) und Carl Michael Ziehrer (Goldene Jugendzeit, op. 523); aber auch für Richard Strauss (Suite in B-Dur op. 4). In der Suite populaire brésilienne für Gitarre von Heitor Villa-Lobos heißt der vierte Satz Gavotta-Choro.
Näher am Charakter des barocken oder Rokoko-Originals sind die Gavotte in Edvard Griegs Holberg-Suite op. 40, oder die (gesungene) Gavotte aus Ambroise Thomas’ Oper Mignon. Auch Jules Massenet ließ sich durch Zeit und Handlung seiner Oper Manon zu einigen Takten „Gavotte“ in einer Szene für Koloratursopran inspirieren, die als „Gavotte der Manon“ bekannt ist.
Gavotten gibt es auch bei Gilbert and Sullivan: Im zweiten Akt von The Gondoliers und im Finale von Akt I von Ruddigore. Sergei Prokofiev benutzt eine „Gavotte“ anstelle eines Menuetts in seiner Classical Symphony.
Das sogenannte „Glühwürmchenidyll“ aus der Oper Lysistrata (1902) von Paul Lincke ist auch als Gavotte Pavlova bekannt, weil es ein Lieblingsstück der berühmten Tänzerin Anna Pawlowa war, die dazu eine eigene Choreographie erfand und auf ihren Tourneen tanzte.
Verschiedene Tanzlehrer veröffentlichten auch im späten 19. und frühen 20. Jahrhundert als Gavotte bezeichnete Choreographien für den Ballsaal oder als Vorführtanz, so die Quadrille Gavotte der Kaiserin (1893) oder Cupid’s Gavotte (1915)

### Gavotte in der bretonischen Musik
In Frankreich werden auch heute verschiedene Volkstänze unter der Bezeichnung Gavotte gepflegt, insbesondere in der Bretagne, wo zahlreiche Gavotten (Gavotte de l’Aven, Dañs Fisel, Gavotte des Montagnes, Kost ar c'hoat) zum festen Bestandteil von Tanzfesten wie dem Fest-noz gehören. Diese traditionellen Tänze zeichnen sich durch eine große Vielfalt an Schritten, Bewegungsmustern und regionalen Aufführungstraditionen aus. Der Rhythmus ist ein zumeist synkopisch gespielter 4/4-Takt, aber es sollen auch 9/8- und 5/8-Takte vorkommen.
Die Gavotte des Montagnes und der Dañs Fisel werden i. d. R. in einer dreiteiligen Suite aufgeführt in der auf einen ersten schnellen Teil (Ton simpl) ein langsamer Schreittanz (Tamm-kreiz) folgt, an den sich wiederum ein schneller Schlussteil (Ton doubl) anschließt. Dieser hat denselben Rhythmus wie der Ton simpl, jedoch ist der zweite Teil der zweiteiligen Melodie hier oft um einige charakteristische Takte verlängert.

### Noten
- Jean-Henry d’Anglebert: Pièces de Clavecin – Édition de 1689. Faksimile. Hrsg. de J. Saint-Arroman. Édition J. M. Fuzeau, Courlay 1999.
- Manuscrit Bauyn, …, troisième Partie: Pièces de Clavecin de divers auteurs. Faksimile. Hrsg. Bertrand Porot. Édition J. M. Fuzeau, Courlay 2006.
- François Couperin: Pièces de Clavecin. 4 Bde. Hrsg. Jos. Gát. Schott, Mainz u. a. 1970–1971.
- Nicolas-Antoine Lebègue, Pièces de Clavecin, Premier Livre, 1677. Faksimile. Hrsg. J. Saint-Arroman. Édition J. M. Fuzeau, Courlay 1995.
- Nicolas-Antoine Lebègue: Le Second Livre de Clavessin, 1687. Faksimile. Hrsg. J. Saint-Arroman. Édition J. M. Fuzeau, Courlay.
- Élisabeth Jacquet de la Guerre: Les Pièces de Clavecin, Premier Livre, 1687. Faksimile. Hrsg. J. Saint-Arroman. Édition J. M. Fuzeau, Courlay 1997.
- Louis Marchand, Pièces de Clavecin, Livre Premier (1702) und Livre Second (1703). Gesamtausgabe. Faksimile. Hrsg. J. Saint-Arroman. Édition J. M. Fuzeau, Courlay 2003.
- Jean-Philippe Rameau, Pièces de Clavecin (Gesamtausgabe). Hrsg. E. R. Jacobi. Bärenreiter, Kasel u. a. 1972.